# Lithobius duplus
Lithobius duplus är en mångfotingart som beskrevs av Murakami 1965. Lithobius duplus ingår i släktet Lithobius och familjen stenkrypare. Inga underarter finns listade i Catalogue of Life.